# Chizuru Ikewaki
Chizuru Ikewaki (jap. 池脇 千鶴, Ikewaki Chizuru, * 21. November 1981 in Higashiōsaka) ist eine japanische Filmschauspielerin.
Chizuru Ikewaki wurde mit der Hauptrolle in Osaka Story von 1999 bekannt. Dies brachte ihr einen Japanese Academy Award als Bester Nachwuchsdarsteller ein. Es folgten Fernsehserien wie Lipstick oder Summer Snow. In der Historienserie Fûrin kazan  spielte sie 2007 Lady Sanjo. 2018 spielte sie Kie Miyabe in Shoplifters – Familienbande.

## Filmografie (Auswahl)
- 1999: Osaka Story
- 1999: Lipstick (Fernsehserie, 12 Folgen)
- 2000: Summer Snow (Miniserie, 11 Folgen)
- 2002: Das Königreich der Katzen (猫の恩返し, Animefilm, Stimme)
- 2003: Joze to tora to sakana tachi
- 2003: Ooku (Miniserie, 10 Folgen)
- 2007: Fûrin kazan (Fernsehserie, 50 Folgen)
- 2012: Sühne (贖罪, Fernsehserie, 2 Folgen)
- 2013: Kyôaku
- 2014: Soko nomi nite hikari kagayaku
- 2018: Shoplifters – Familienbande (万引き家族)
- 2018: Half the World